# John Matchefts
John Peter „Johnny“ Matchefts (* 18. Juni 1931 in Eveleth, Minnesota; † 10. November 2013 in Colorado Springs) war ein US-amerikanischer Eishockeyspieler und -trainer. Er gewann mit der US-Nationalmannschaft bei den Olympischen Winterspielen 1956 die Silbermedaille und ist Mitglied der United States Hockey Hall of Fame.
Matchefts spielte in der Eishockeymannschaft der Eveleth High School, wo er zu den herausragenden Spielern gehörte und mit seinem Team drei State Championships hintereinander gewann. Als 16-Jähriger kam er in die Vorauswahl des US-Teams für die Olympischen Spiele 1948. Nach seinem Schulabschluss ging er an die University of Michigan. Dort gewann er mit den Wolverines dreimal die NCAA-Meisterschaft. 1951 und 1953 wurde er bei dem Abschlussturnier (Frozen Four) in das All-American First Team gewählt, zusätzlich wurde er 1953 MVP des Turniers. In seiner Hochschulkarriere erzielte er insgesamt 57 Tore und gab 74 Assists. Anschließend diente er bei den Marines. Währenddessen nahm er mit der US-Nationalmannschaft an der Weltmeisterschaft 1955 sowie an den Olympischen Winterspielen 1956 in Cortina d’Ampezzo teil. Bei dem Gewinn der Silbermedaille erzielte er in sieben Spielen zwei Tore und drei Assists. Er begann an verschiedenen Highschools in Minnesota als Trainer zu arbeiten. 1966 übernahm er das Traineramt der Eishockeymannschaft des Colorado College. Nach Streitigkeiten über sein Gehalt verließ er das Team und wurde 1972 Assistenztrainer bei der Air Force Academy in Colorado Springs. Zwei Jahre später wurde er als Nachfolger von Vic Heyliger neuer Cheftrainer der Mannschaft. Bis zu seinem Rücktritt 1985 wies er in elf Spielzeiten die Bilanz von 154-150-6 Spielen auf. 
Matchefts war verheiratet und hat eine Tochter.